# 吉江藩
吉江藩（日语：／ Yoshie-han */?）是日本越前國丹生郡吉江町的藩，正保2年10月21日（1645年12月9日）創藩，延寶2年5月6日（1674年6月9日）廢藩，石高是25,000石，藩廳是吉江館。

## 歷史
正保2年10月21日（1645年12月9日），松平光通接任為越前福井藩藩主後分知25,000石予其弟松平昌親。根據松平文庫藏承應年間（1652年至1655年）的《御國大繪圖》記載，吉江藩領地是丹生郡24村約15,301石、足羽郡4村約1,524石、坂井郡10村約2,758石至4,997石、吉田郡1村約634石、大野郡2村約991石和南條郡1村約287石。慶安元年（1648年），昌親獲江戶幕府批准在丹生郡吉江町定居，陣屋町以牛屋村為中心，由杉本村、西番村與米岡村的各一部分合併而成，分為新町、西町、牛屋町、本町、東町和柳町。明曆元年（1655年），昌親首次赴任吉江，並且開始參勤交代。
延寶2年3月14日（1674年4月19日），光通自殺，並且留下遺書讓昌親接任。鑑於光通膝下有庶子松平直堅，上有兄長松平昌勝，因此藩內對於是否讓昌親接任存在分歧，約50名藩士脫藩支持直堅，另一方面家老則帶同遺書前往江戶說明。同年5月6日（6月9日），昌親接任為福井藩的藩主，吉江藩就此廢藩，原本的住處和寺院等均全數遷移至福井城下，領地劃入至福井藩，新町等6町也獲免除各種徭役。

## 領地
| 令制國 | 郡     | 領地 |
| ------ | ------ | --- |
| 越前國 | 丹生郡 | 牛屋（吉江）、印內、入、西番、杉本、糺、貳丁懸、持明寺、上石田、下石田、氣比庄、田中、有田、乙坂、牛越、內郡、朝日、上河去、下河去、西大井、淺宮、大王丸、上山中、上海浦 |
| 越前國 | 足羽郡 | 生部、田尻、花守、三尾野 |
| 越前國 | 坂井郡 | 岸水、馬場、江上、御所垣內、布施田新、西方寺、姬王、下名、波寄、免鳥浦                                                                                                   |
| 越前國 | 吉田郡 | 勝見 |
| 越前國 | 大野郡 | 森政領家、御給 |
| 越前國 | 南條郡 | 火打（燧） |

## 註解
1. ↑  吉江町現為福井縣鯖江市吉江町（日语：立待村）、丸山町和東米岡一帶[1]。
2. ↑  此外根據收錄於《平井町區有文書》內寬文8年2月22日（1668年4月3日）的《用水爭論（英语：Water conflict）取替証文（日语：証文）》記載，吉江藩的領地尚有小泉、田村、下大倉和冬島之內，現為鯖江市小泉町、田村町、大倉町和冬島町（日语：吉川村 (福井県)）[1]。
3. ↑  現行對應地名如下：
  - 牛屋村現為鯖江市吉江町。
  - 杉本村和西番村現為鯖江市杉本町和西番町（日语：立待村）。
  - 米岡村現為鯖江市米岡町（日语：立待村）、丸山町、東米岡和杜鵑丘町（つつじケ丘町）一帶。